# Arrojadoa
Arrojadoa je rod teplomilných menších cereusovitých kaktusů rostoucích v Brazílii. Zahrnuje asi 5 až 10 druhů, většina jich byla objevena až v druhé polovině minulého století. Zajímavé a pěkné kvetoucí cereusy, které jsou pěstovány jen zřídka.

## Výskyt
arochádoe rostou v podrostech opadavých lesních a křovištních formací (campo cerrado, katinga) na kyselých humózních až písčitých půdách na vrchovinách v jihobrazilských státech Minas Gerais, Piauhí, Pernabuco a Bahía. Podnebí je celoročně teplé, se střídáním suchého a srážkově velmi bohatého období. Rostliny využívají krytu dřevin, které jim také slouží jako opora.

## Popis
Velmi štíhlé prutovité až keřovité cereusy. Průměr stonku 1,5 až 4 cm, délka okolo 0,5 m, u A. rhodantha až 2 m. Stonek nese nevýrazná plochá žebra. Otrnění je různorodé. Některé druhy mají několik málo trnů doplněných vlnou. Jiné jsou celkem hustě zabalené do jemnějších trnů.
Rostliny vytvářejí v období květu na letorostech malé terminální cephalium, specifický útvar z vlasů a štětin, ze kterého vyrůstají květy. Na konci květní sezony cephalium zasychá a začátkem příští vegetační sezony prorůstá běžným vegetativním stonkem.
Květy jsou trubicovité, až 3 cm dlouhé. Dlouhá trubka převažuje nad řídkými a krátkými korunními lístky. Barva květů je porcelánově lesklá, oranžová, červená, růžová. Některé druhy mají květy výrazně dvoubarevné, se světlejší korunou, žlutou, bílou, růžovou. Plody jsou kulaté bobule až 1,5 cm velké, červené, růžové. Semena asi 1 mm velká, černá, lesklá.
Kořeny některých druhů jsou tenké svazčité. Jiné druhy vytváří velké zásobní hlízy. A. eriocaulis dokonce v období sucha ztrácí nadzemní část a přežívají pouze kořenové hlízy.

## Taxonomie
Rod objevil Brazilec Dr. Miguel Arrojado Disbo, popsali jej Briton a Rose v roce 1921. K původně známým dvěma druhům přibyly další objevené druhy až v 60. a 70. letech. Některé taxony klasifikované jako druhy (A. dinae, A. eriocaulis, A multiflora) jsou velmi blízce příbuzné.
Bylo pojmenováno více druhů, v současnosti se používá toto taxonomické členění:
- Arrojadoa albiflora
- Arrojadoa bahiensis
- Arrojadoa dinae
  - Arrojadoa dinae var eriocaulis (syn. A. beateae)
- Arrojadoa heimenii
- Arrojadoa marylanae
- Arrojadoa penicillata
- Arrojadoa rhodantha (syn. A. canudosensis)
  - Arrojadoa rhodantha subsp. aureispina

## Pěstování
Vyžaduje dodržení zásad pro pěstování teplomilných tropických kaktusů, zejména přezimování při teplotách nad 16 °C. To znemožňuje přezimování s většinou běžných kaktusových sbírek při teplotách okolo 8 - 12 °C. Naopak se arochádoe hodí pro pěstování v osluněných oknech celoročně teplých bytů. Druhy s kořenovou hlízou se pěstují roubované na jiný cereus nebo opuncii. Celkově jde o málo pěstovaný rod.